# Montrose (Arkansas)
Montrose è una città degli Stati Uniti d'America situata nello Stato dell'Arkansas, nella Contea di Ashley.